# ژان-فرانسوا شامپولیون
ژان-فرانسوا شامپولیون (به فرانسوی: Jean-François Champollion)
(۲۳ دسامبر ۱۷۹۰ – ۴ مارس ۱۸۳۲) دانشمند، زبان‌شناس و شرق‌شناس فرانسوی بود. شهرت عمده او به خاطر انتشار نخستین ترجمه از سنگ‌نوشته رزتا یا سنگ رشید است. او توانست الفبای زبان مصری، فرهنگ واژگان و سپس دستور زبان هیروگلیف مصر باستان را رمزگشایی کند.
یافته‌های او بعدها به انجمن ملی فرانسه فرستاده شد و با عنوان شناسه‌های زبان هیروگلیفی مصر باستان به چاپ رسید. شامپولیون را از بنیان‌گذاران مکتب مصرشناسی خوانده‌اند.

## زندگی
از سال ۱۸۰۱ میلادی، برادر بزرگ‌تر وی ژاک‌ژوزف که خود پژوهشگر بود با هاژش بُندک آموزش او را به عهده گرفت. این آموزش تا دوازده سال ادامه پیدا کرد. او موفق شد تا در ۱۳ سالگی به شش زبان دنیا مسلط شود. از سال ۱۸۰۴ ژان‌فرانسوا به یافتن رمز زبان هیروگلیف مشغول شد و دریافت که برای این کار باید با زبانهای شرقی آشنا شود. به همین خاطر او پس از فراگرفتن یونانی و رومی به آموختن زبان‌های عبری، قبطی، عربی و سریانی پرداخت.
در شانزده سالگی، رساله او دربارهٔ نام‌های گیتی‌شناختی مصر باستان مورد تحسین و تأیید اعضای  دانشگاه گرونوبل قرار گرفت. وی سپس به پاریس رفت و به پژوهش‌های روش‌مند خود در زبان‌های مصری به ویژه زبان قبطی ادامه داد. او کوشید تا از راه شناخت این زبان، زبان هیروگلیف مصری را رمزگشایی کند. در سال ۱۸۰۹ در نوزده سالگی استاد رشته تاریخ در دانشگاه گرونوبل شد. اما پس از مدتی کار را رها کرد و به پاریس بازگشت. او پس از بازگشت از سفر مصر در سال ۱۸۳۰ افتخار عضویت در فرهنگستان سنگ‌نوشته و ادبیات را یافت و یک سال بعد، استاد کولژ دوفرانس شد. او سرانجام در ۴ مه ۱۸۳۲، در چهل‌ودو سالگی درگذشت.

## فعالیت‌های پژوهشی

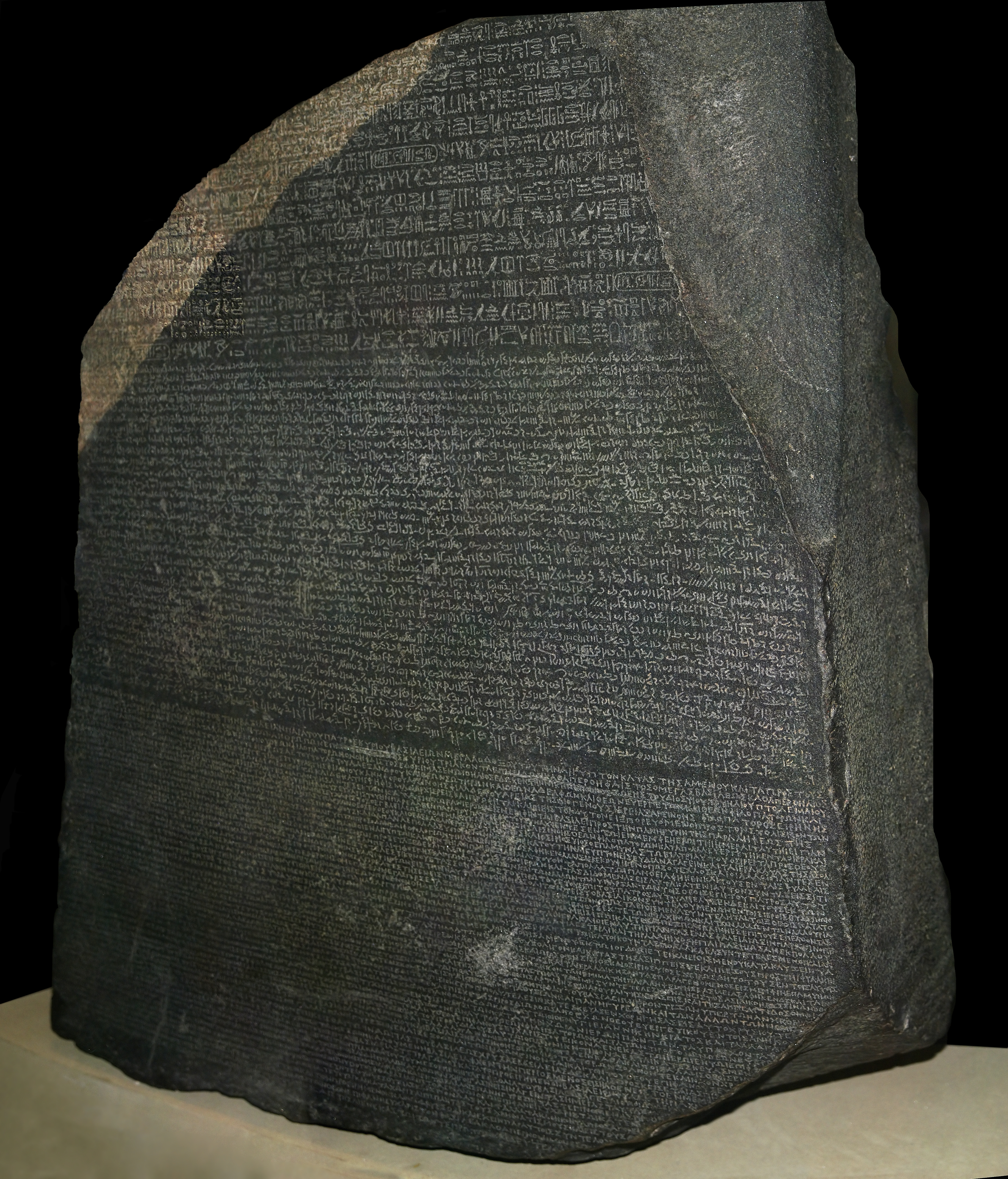
سنگ رشید؛ این سنگ‌نبشته در موزه بریتانیا نگهداری می‌شود.

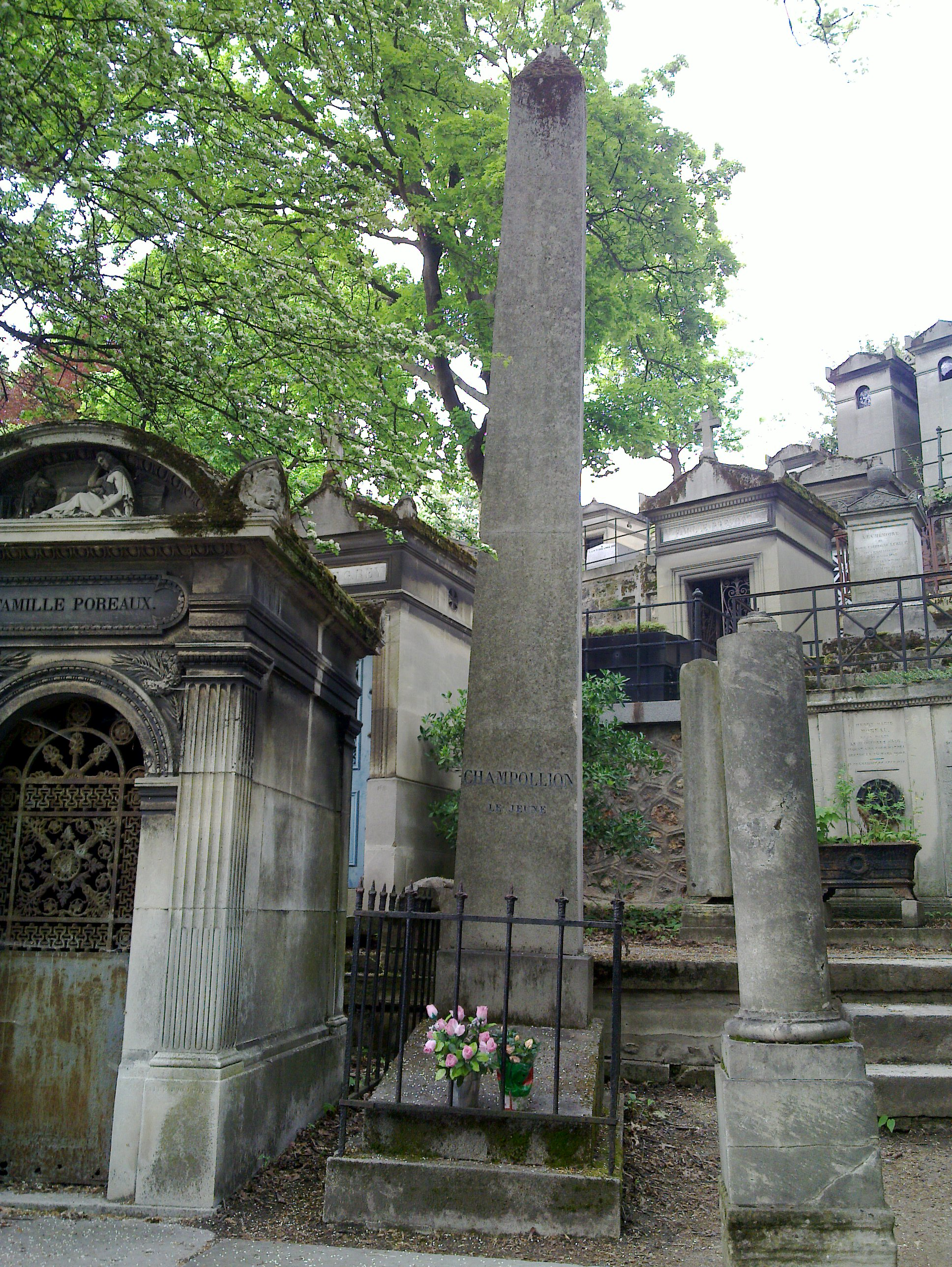
مقبره فرانسوا شامپولیون در گورستان پر-لاشز پاریس

او توانست الفبای زبان مصری، سپس فرهنگ واژگان و پس از آن، دستورزبان مصر کهن را آماده کند.
شامپولیون ستون ابلیسکی یافت که بر آن از این نقوش مقدس مصری دیده می‌شد، ولی در زیر آن نقوش، نوشته‌ای یونانی بود که نشان می‌داد این نگارش‌ها به بطلمیوس و کلئوپاترا ارتباط دارد. وی چنان حدس زد که دو واژه‌ای که در این کتیبه‌ها فراوان تکرار شده و با شعار پادشاهی همراه است، ناچار باید اسم شاه و ملکه باشد؛ با این حدس، در سال ۱۸۲۲ توانست یازده حرف از حروف زبان مصری قدیم را تشخیص دهد؛ این خود دلیلی بود بر این که مصر قدیم حروف الفبایی داشته‌است. وی این حروف را با علامت سنگ بزرگ سیاهی که سپاهیان ناپلئون در نزدیکی مصب شاخه‌ای از رود نیل موسوم به سنگ روزتا یافته بودند تطبیق داد. بر سنگ روزتا نقوشی دیده می‌شد که به سه زبان نوشته بودند؛ هیروگلیفی، دموتی یا زبان رایج میان توده مردم، و یونانی. شامپولیون که یونانی می‌دانست با استفاده از یازده حرفی که از ابلیسک نخستین شناخته بود، در نتیجه بیست سال کوشش مداوم، توانست تمام رموز این نقشه را حل کند و آن را بخواند و تمام حروف الفبای مصری را بشناسد و راه را برای اکتشاف جهان گمشده بزرگی باز کند. اکربلاد، سیاستمدار سوئدی (۱۸۰۲) و تامس یانگ، عالم فیزیک و ذوفنون انگلیسی (۱۸۱۴) نیز در حل بعضی از رموز سنگ روزتا دخیل بوده و به شامپولیون کمک کردند. این یکی از بزرگ‌ترین اکتشافات در تاریخ علم تاریخ است.
او یافته‌های خود را در سال ۱۸۳۲ برای انجمن ملی فرانسه فرستاد. سال بعد، این یادداشت‌ها با هزینه دولت فرانسه و با نام شناسه‌های زبان هیروگلیفی مصر باستان منتشر شد. در سال ۱۸۲۴، برای خواندن بازمانده‌های جمع‌آوری‌شده مصری موزه تورن، به ایتالیا رفت و تا سال ۱۸۲۶ در آن‌جا بود. پس از بازگشت، به فرمان شارل دهم پادشاه فرانسه، به ریاست بخش مصری موزه لوور انتخاب شد.

### سفر به مصر
از سال ۱۸۲۸ تا ۱۸۳۰ او و استادی ایتالیایی به نام ایپولیتو روسلینی، خاک مصر را بررسی کرده و با گردآوری طرح‌ها، نگاره‌ها و کنده‌کاری‌های بازمانده از سرزمین فراعنه و یادداشت‌هایی که به آن افزوده بودند، کتابی در چهار جلد با نام یادبودهای مصر و نوبی منتشر کردند. ژان فرانسوا در بازگشت از مصر دو ستون یادبود لوکسور را به فرانسه فرستاد؛ ستون‌هایی که مصری‌ها به دولت فرانسه هدیه کرده بودند. اما دو ستون یادبود در ۱۱ مه ۱۸۳۲ و چند روز پس از مرگ وی به بندر تولون رسید.